# Chet Stratton
Chester B. Stratton (Paterson, 31 luglio 1910 – Los Angeles, 7 luglio 1970) è stato un attore statunitense.
Ha recitato in oltre 20 film dal 1953 al 1971 ed è apparso in oltre cento produzioni televisive dal 1949 al 1970. È stato accreditato anche con il nome Chester Stratton.

## Biografia
Chet Stratton nacque a Paterson, in New Jersey, il 31 luglio 1910. Per la televisione, interpretò, tra gli altri, il ruolo di Clyde Thornton in due episodi della serie televisiva I mostri (1965-1966), più altri due episodi con altri ruoli, e numerosi altri personaggi secondari o ruoli da guest star in molti episodi di serie televisive dagli anni 50 al 1970. Per il cinema interpretò Theophilus nel film La più grande storia mai raccontata (1965) e numerosi altri ruoli minori.
La sua ultima apparizione sul piccolo schermo avvenne nell'episodio The Smallest Diamond in the World della serie televisiva Nancy, andato in onda il 1º ottobre 1970, mentre per il grande schermo l'ultima interpretazione risale al film The Barefoot Executive (1971), in cui interpretò Harry, il dirigente della televisione. Morì a Los Angeles, in California, il 7 luglio 1970 per un attacco di cuore e fu seppellito al Forest Lawn Memorial Park di Hollywood Hills.

## Filmografia

### Cinema
- Giulio Cesare (Julius Caesar) (1953)
- C'era una volta un piccolo naviglio (Don't Give Up the Ship) (1959)
- Cash McCall (1960)
- Jack Diamond gangster (The Rise and Fall of Legs Diamond) (1960)
- Il cielo è affollato (The Crowded Sky) (1960)
- Va nuda per il mondo (Go Naked in the World) (1961)
- Tutti pazzi in coperta (All Hands on Deck) (1961)
- Amore, ritorna! (Lover Come Back) (1961)
- Un tipo lunatico (Moon Pilot) (1962)
- Tempesta su Washington (Advise & Consent) (1962)
- I cacciatori del lago d'argento (Those Calloways) (1965)
- La più grande storia mai raccontata (The Greatest Story Ever Told) (1965)
- Febbre sulla città (Bus Riley's Back in Town) (1965)
- Prima vittoria (In Harm's Way) (1965)
- Track of Thunder (1967)
- 7 volontari dal Texas (Journey to Shiloh) (1968)
- Il cocktail del diavolo (If He Hollers, Let Him Go!) (1968)
- Sweet Charity (1969)
- L'investigatore Marlowe (Marlowe) (1969)
- Il compromesso (The Arrangement) (1969)
- Per salire più in basso (The Great White Hope) (1970)
- The Barefoot Executive (1971)

### Televisione
- The Ford Theatre Hour – serie TV, un episodio (1949)
- Kraft Television Theatre – serie TV, 5 episodi (1949-1954)
- The Philco Television Playhouse – serie TV, 3 episodi (1950)
- Nash Airflyte Theatre – serie TV, un episodio (1950)
- Somerset Maugham TV Theatre – serie TV, un episodio (1950)
- Sure As Fate – serie TV, un episodio (1950)
- Tom Corbett, Space Cadet – serie TV, un episodio (1950)
- Pulitzer Prize Playhouse – serie TV, un episodio (1951)
- The Amazing Mr. Malone – serie TV, un episodio (1951)
- Armstrong Circle Theatre – serie TV, un episodio (1951)
- Robert Montgomery Presents – serie TV, 3 episodi (1952-1955)
- Danger – serie TV, un episodio (1952)
- Prelude – film TV (1952)
- Captain Video and His Video Rangers – serie TV, un episodio (1952)
- Hamlet – film TV (1953)
- Studio One – serie TV, un episodio (1953)
- Man Against Crime – serie TV, un episodio (1953)
- Joseph Schildkraut Presents – serie TV, un episodio (1953)
- The United States Steel Hour – serie TV, 2 episodi (1954-1955)
- Inner Sanctum – serie TV, un episodio (1954)
- Dr. Hudson's Secret Journal – serie TV, un episodio (1955)
- The Big Story – serie TV, un episodio (1955)
- Lux Video Theatre – serie TV, 5 episodi (1956-1957)
- Telephone Time – serie TV, episodio 2x06 (1956)
- Conflict – serie TV, episodio 1x05 (1956)
- Man and Superman – film TV (1956)
- Playhouse 90 – serie TV, un episodio (1956)
- The People's Choice – serie TV, un episodio (1956)
- Dragnet – serie TV, un episodio (1956)
- Il tenente Ballinger (M Squad) – serie TV, 2 episodi (1957-1960)
- Broken Arrow – serie TV, un episodio (1957)
- The Gale Storm Show: Oh! Susanna – serie TV, un episodio (1957)
- The Lineup – serie TV, un episodio (1957)
- Matinee Theatre – serie TV, 2 episodi (1957)
- Schlitz Playhouse of Stars – serie TV, un episodio (1957)
- Carovane verso il west (Wagon Train) – serie TV, 2 episodi (1958-1960)
- Have Gun - Will Travel – serie TV, 3 episodi (1958-1961)
- Perry Mason – serie TV, 5 episodi (1958-1966)
- L'uomo ombra (The Thin Man) – serie TV, episodio 1x22 (1958)
- Mike Hammer – serie TV, un episodio (1958)
- Richard Diamond (Richard Diamond, Private Detective) – serie TV, un episodio (1958)
- The Californians – serie TV, un episodio (1958)
- Rescue 8 – serie TV, episodio 1x05 (1958)
- The Ann Sothern Show – serie TV, un episodio (1958)
- Maverick – serie TV, 2 episodi (1959-1960)
- June Allyson Show (The DuPont Show with June Allyson) – serie TV, episodi 1x12-1x27 (1959-1960)
- Goodyear Theatre – serie TV, 2 episodi (1959-1960)
- Northwest Passage – serie TV, un episodio (1959)
- How to Marry a Millionaire – serie TV, un episodio (1959)
- 21 Beacon Street – serie TV, un episodio (1959)
- Alcoa Presents: One Step Beyond – serie TV, un episodio (1959)
- The Donna Reed Show – serie TV, un episodio (1959)
- Hawaiian Eye – serie TV, episodio 1x13 (1959)
- Shotgun Slade – serie TV, un episodio (1960)
- Make Room for Daddy – serie TV, un episodio (1960)
- The Chevy Mystery Show – serie TV, 3 episodi (1960)
- General Electric Theater – serie TV, episodio 9x05 (1960)
- Dennis the Menace – serie TV, un episodio (1960)
- Alfred Hitchcock presenta (Alfred Hitchcock Presents) – serie TV, un episodio (1960)
- Thriller – serie TV, 3 episodi (1961-1962)
- Ai confini della realtà (The Twilight Zone) – serie TV, 2 episodi (1961-1963)
- Il magnifico King (National Velvet) – serie TV, episodio 1x16 (1961)
- Angel – serie TV, un episodio (1961)
- Window on Main Street – serie TV, un episodio (1961)
- The Bob Cummings Show – serie TV, un episodio (1961)
- The Joey Bishop Show – serie TV, un episodio (1961)
- Pete and Gladys – serie TV, episodio 2x11 (1961)
- 87ª squadra (87th Precinct) – serie TV, un episodio (1961)
- Hazel – serie TV, un episodio (1961)
- Ben Casey – serie TV, 2 episodi (1962-1965)
- Scacco matto (Checkmate) – serie TV, episodio 2x18 (1962)
- Saints and Sinners – serie TV, 2 episodi (1962)
- McKeever & the Colonel – serie TV, un episodio (1962)
- The Bill Dana Show – serie TV, 2 episodi (1963-1964)
- Our Man Higgins – serie TV, un episodio (1963)
- The Dick Van Dyke Show – serie TV, un episodio (1963)
- Grindl – serie TV, un episodio (1963)
- I mostri (The Munsters) – serie TV, 4 episodi (1964-1966)
- The Beverly Hillbillies – serie TV, 3 episodi (1964-1967)
- Il dottor Kildare (Dr. Kildare) – serie TV, un episodio (1964)
- Destry – serie TV, un episodio (1964)
- My Living Doll – serie TV, episodio 1x09 (1964)
- Selvaggio west (The Wild Wild West) – serie TV, 2 episodi (1965-1966)
- Il fuggiasco (The Fugitive) – serie TV, 2 episodi (1965-1966)
- Strega per amore (I Dream of Jeannie) – serie TV, 3 episodi (1965-1967)
- Insight – serie TV, un episodio (1965)
- La fattoria dei giorni felici (Green Acres) – serie TV, un episodio (1965)
- Polvere di stelle (Bob Hope Presents the Chrysler Theatre) – serie TV, un episodio (1965)
- Vita da strega (Bewitched) – serie TV, un episodio (1965)
- Camp Runamuck – serie TV, un episodio (1965)
- Le spie (I Spy) – serie TV, episodio 1x26 (1966)
- Io e i miei tre figli (My Three Sons) – serie TV, episodio 7x06 (1966)
- Dragnet 1967 – serie TV, 4 episodi (1967-1969)
- The Lucy Show – serie TV, un episodio (1967)
- I giorni di Bryan (Run for Your Life) – serie TV, episodi 2x16-2x17 (1967)
- The Andy Griffith Show – serie TV, un episodio (1967)
- The Flying Nun – serie TV, un episodio (1967)
- Gomer Pyle: USMC – serie TV, un episodio (1967)
- Gli eroi di Hogan (Hogan's Heroes) – serie TV, 6 episodi (1968-1970)
- Quella strana ragazza (That Girl) – serie TV, un episodio (1968)
- The Outsider – serie TV, episodio 1x04 (1968)
- The Queen and I – serie TV, 2 episodi (1969)
- Bonanza – serie TV, un episodio (1969)
- Mannix – serie TV, un episodio (1969)
- Three's a Crowd – film TV (1969)
- Marcus Welby (Marcus Welby, M.D.) – serie TV, un episodio (1970)
- Adam-12 – serie TV, un episodio (1970)
- Nancy – serie TV, un episodio (1970)